# Нечаевская (Коношский район)
 Нечаевская — деревня в Коношском районе Архангельской области. Входит в состав Вохтомского сельского поселения.

## География
Находится в юго-западной части Архангельской области на расстоянии приблизительно 15 км на северо-восток по прямой от административного центра района поселка Коноша на северном берегу озера Чёрное (бассейн речки Вохтомица).

## История
В 1873 году здесь было учтено 12 дворов, в 1905 — 16. Тогда деревня входила в Каргопольский уезд Олонецкой губернии.

## Население
Численность населения: 61 человек (1873 год), 107 (1905), 45 (русские 93 %) в 2002 году, 41 в 2010.